# Grotte de la Mouthe

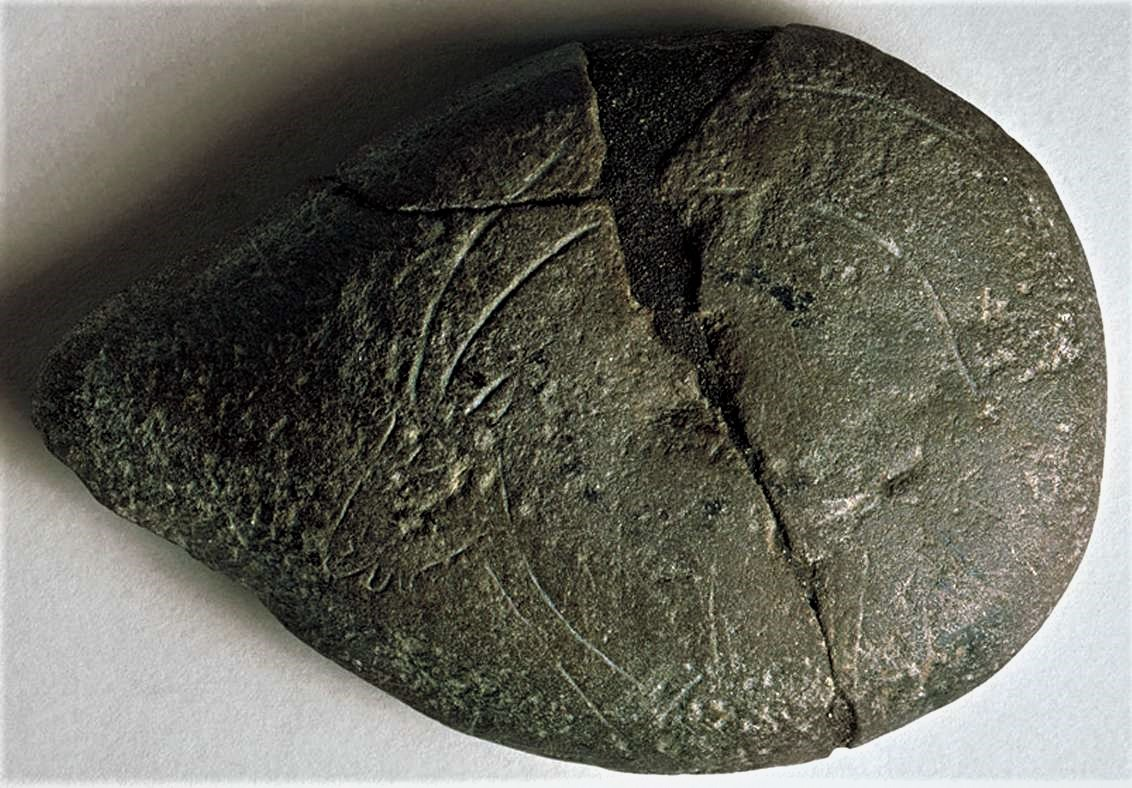
Lampa av sandsten med inristad stenbock.

Grotte de la Mouthe är en grotta i omedelbar närhet av den franska byn La Mouthe i kommunen Les Eyzies-de-Tayac-Sireuil i departementet Dordogne. 
Grottan, som upptäcktes och undersöktes av Émile Rivière 1895, innehåller lämningar från den äldre stenålderns senare skeden (rentiden) och med delvis målade hällristningar på grottans väggar. Dess djup är omkring 220 meter och ristningarna börjar 93 meter från ingången. De framställer bisonoxar, hästar, renar med flera djur. Grottmålningarna tillhör världsarvet Vézèredalen.